# Vinac
Vinac je naseljeno mjesto u općini Jajce, Federacija Bosne i Hercegovine, BiH.
Nalazi se na Vrbasu i najveće je naselje između Jajca (12 km) i Donjeg Vakufa (24 km).

## Povijest
Vinac se prvi put spominje u 10. stoljeću, kao središte Vinačke banovine.
U ratu u BiH, Vinac su Srbi napali 1. lipnja 1992., a zauzet je dan kasnije. Oslobodila ga je Armija BiH 13. rujna 1995.[nedostaje izvor]

## Stanovništvo

### Popisi 1971. – 1991.
| Vinac              |              |              |              |
| godina popisa      | 1991.        | 1981.        | 1971.        |
| Muslimani          | 899 (67,03%) | 814 (68,86%) | 592 (71,32%) |
| Srbi               | 427 (31,84%) | 333 (28,17%) | 229 (27,59%) |
| Hrvati             | 3 (0,22%)    | 2 (0,16%)    | 3 (0,36%)    |
| Jugoslaveni        | 9 (0,67%)    | 7 (0,59%)    | 1 (0,12%)    |
| ostali i nepoznato | 3 (0,22%)    | 26 (2,19%)   | 5 (0,60%)    |
| ukupno             | 1.341        | 1.182        | 830          |

### Popis 2013.
| Vinac              |                |
| godina popisa      | 2013.          |
| Bošnjaci           | 1.043 (96,13%) |
| Srbi               | 11 (1,01%)     |
| Hrvati             | 0              |
| ostali i nepoznato | 31 (2,86%)     |
| ukupno             | 1.085          |

## Vanjske poveznice
- Satelitska snimka  Arhivirana inačica izvorne stranice od 10. ožujka 2021. (Wayback Machine)